# محمد أمين بن عمر
محمد أمين بن عمر (مواليد 3 مايو 1992)هو لاعب كرة قدم تونسي محترف، النجم الرياضي الساحلي في تونس كلاعب وسط.

## إعارته إلى الأهلي السعودي
أعاره النجم الساحلي إلى نادي الأهلي السعودي مطلع عام 2018 مقابل مليون دولار .

## مشاركته في كاس العالم 2018
بعد غياب يوسف مساكني، اعتقدت تونس أنها تلقت ضربة قاسية بعد الإصابة التي تعرض لها محمد أمين بن عمر على بعد شهرين من روسيا 2018؛ غير أنه ولحسن الحظ تعافى واسترجع لياقته في الوقت المناسب، وهو الأمر الذي كان مبعث سعادة كبيرة للمدرب نبيل معلول الذي يعتبره أساسياً.
ولطالما أدى هذا اللاعب دوراً محورياً منذ بداياته مع النجم الساحلي حيث تحمّل مسؤولية قيادة فريقه نحو لقب الدوري (2016) وكأس تونس (2014، 2015) وكأس الاتحاد الأفريقي 2015، وهو ما زال صغير السن. يُدافع بن عمر عن ألوان المنتخب التونسي منذ 2015 ولعب دوراً حاسماً خلال تصفيات كأس العالم روسيا 2018 FIFA، حيث تسبب في هدف ضد مرماه في مباراة القمة أمام جمهورية كونجو الديمقراطية قبل أن يعوّض ذلك ويهزّ شباك غينيا.

## روابط خارجية
- محمد أمين بن عمر على موقع الاتحاد الدولي (مؤرشف)  (الإنجليزية)
- محمد أمين بن عمر على موقع قاعدة بيانات كرة القدم.إي يو (الإنجليزية)
- محمد أمين بن عمر على موقع ناشيونال فوتبول تيمز (الإنجليزية)
- محمد أمين بن عمر على موقع Soccerway.com (الإنجليزية)
- محمد أمين بن عمر على موقع عالم كرة القدم.نت (الإنجليزية)

- "Tunisia - M. Ben Amor - Profile with news، إحصائيات and history - Soccerway". int.soccerway.com. مؤرشف من الأصل في 2018-06-15. اطلع عليه بتاريخ 2016-03-24.
- "Coaching Foot - La fiche technique du joueur Mohamed Amine Ben Amor". coaching-foot.com. مؤرشف من الأصل في 2018-07-12. اطلع عليه بتاريخ 2016-03-24.